# Amarras
Amarras é um romance gráfico brasileiro de Cecilia Marins, Barbara Teisseire e Giulia Tartarotti, publicado de forma independente em 2022. O livro apresenta histórias sobre o universo BDSM, desenvolvidas a partir de entrevistas e relatos de de pessoas adeptas da prática.
O livro recebeu menção especial no 1º Prêmio Latino-Americano de Quadrinhos em 2022. No ano seguinte, ganhou o Prêmio Angelo Agostini de melhor lançamento independente.